# Carmen Bravo-Villasante
Carmen Bravo-Villasante (Madrid, 25 de diciembre de 1918-15 de junio de 1994) fue una filóloga, folclorista y traductora española, pionera en el estudio universitario de la literatura infantil.

## Trayectoria
Su padre era óptico y regentaba la óptica familiar en la madrileña calle del Príncipe. Además, tenía una tertulia diaria en la casa con intelectuales y artistas como el historiador del arte Enrique Lafuente Ferrari, el escultor Asuara, el arquitecto Mercadal, el torero Joselito y otros tertulianos amigos de Miguel de Unamuno y Pío Baroja. Su madre no trabajaba fuera de casa, pero era socia del famoso Lyceum Club Femenino fundado por María de Maeztu que funcionaba como los clubes ingleses, con mucha actividad cultural y al que asistían muchas escritoras y mujeres de escritores, como María Baeza, Victorina Durán, Zenobia Camprubí, María Lejárraga y Carmen de Mesa. Por eso, desde joven Carmen se aficionó a la lectura, tomando libros de la inmensa biblioteca familiar. Realizó sus primeros estudios en el Colegio Francés para pasar después al Instituto-Escuela, uno de los más avanzados de la época, en este no se tomaban exámenes, se estudiaban varios idiomas, se practicaban deportes y se hacían excursiones donde aprendió a observar la naturaleza.
Se doctoró en Filosofía y Letras en Madrid con la tesis titulada La mujer vestida de hombre en el teatro español del Siglo de Oro, editada más tarde en la Revista de Occidente de Madrid y que se ha convertido en referencia de los estudios sobre el teatro clásico español. Apasionada de la cultura alemana, se especializó en filología germánica, publicando sus primeros artículos sobre Karl Vossler y Rainer María Rilke, en 1945. Viajó por numerosos países de Europa y América. Interesada por los géneros autobiográficos, compuso interesantes biografías sobre Bettina Brentano, Juan Valera, Benito Pérez Galdós, Emilia Pardo Bazán y Gertrudis Gómez de Avellaneda; estudió numerosos epistolarios de esos y otros autores.
Se interesó especialmente por la Historia de la literatura infantil y juvenil; acumuló una formidable biblioteca sobre esta que a su muerte legó a la Biblioteca de Castilla-La Mancha, en el campus de Cuenca, dependiente del CEPLI (Centro de Estudios de Promoción de la Lectura y Literatura Infantil). Su libro Biografía y literatura (1969) reflexiona en torno a las confesiones y secretos de diversas escritoras: Emily Dickinson, Willa Cather, Edith Wharton, Hilda Doolittle, Edna Saint Vicent Millay y Edith Sitwell, entre otras autoras. Fue miembro del Comité Internacional Board on Books for Young People.
Como traductora se le deben excelentes versiones de autores alemanes como Goethe, Heine, Heinrich von Kleist y Hölderlin. En 1975 obtuvo el premio Fray Luis de León por la traducción de Los elixires del diablo, de E. T. A. Hoffmann. Su esposo era un perito agrónomo y con él tuvo cuatro hijos antes de quedarse viuda. Uno de ellos, Álvaro Ruiz, tuvo a su cargo por muchos años la óptica familiar, en la madrileña calle del Príncipe, muy cerca de la Puerta del Sol. Su hija Carmen Ruiz Bravo siguió sus pasos literarios, especializándose en literatura árabe y escribiendo ensayos y reseñas sobre este tema. Sus otros dos hijos fueron Juan Miguel y Arturo.
Era una gran aficionada a viajar y aprovechaba esos viajes para ponerse al tanto de las novedades en literatura infantil y juvenil. Acudía así a los eventos más importantes de esta especialidad, como la Feria del Libro Infantil de Bolonia y los congresos del IBBY (Organización Internacional para el Libro Juvenil) y el Premio Andersen (del que fue jurado en 1994, en Copenhague). Fue una asidua del Schloss Blutenburg de Múnich, el «castillo de los cuentos de hadas», donde está la Biblioteca Internacional de la Juventud, a la que acudió en numerosas ocasiones a investigar.
Durante muchos años ofreció un célebre Curso de literatura infantil y juvenil iberoamericana y extranjera en el Instituto de Cultura Hispánica de Madrid; fue un auténtico semillero de investigadores y divulgadores de la literatura infantil en el ámbito español e iberoamericano y entre sus discípulos se cuentan Jaime García Padrino, Ana Garralón y Juan Antonio Ramírez Ovelar, quien ha completado en Madrid su bibliografía en 1991. Gracias a su iniciativa, se fundaron en cada país de Iberoamérica las respectivas secciones del IBBY (International Board on Books for Young People) para divulgar los libros infantiles de alta calidad y estimular la literatura para niños a través de cursos, seminarios, talleres, premios y revistas especializadas. Promovió también reediciones facsímiles de los famosos cuentos de Saturnino Calleja. Fue Premio Nacional de Literatura Infantil a la Mejor Labor de Investigación en 1979 por su labor de investigación.
Tras su fallecimiento una gran parte de su biblioteca personal fue donada a la Universidad de Castilla-La Mancha, donde se creó el fondo bibliográfico "Bravo-Villasante" en el CEPLI (Centro de Estudios de Promoción de la Lectura y Literatura Infantil). Más de 5.000 volúmenes que pertenecieron a Carmen Bravo-Villasante se encuentran hoy disponibles para estudio y consulta en dicha biblioteca, como referencia para los estudios de Literatura Infantil, tanto española como internacional.

## Obra

### Traducciones
- Vampirismo seguido de El magnetizador de E. T. A. Hoffmann. Juan José de Olañeta, Editor. Primera edición, 1976. 2.ª. 1988. 3.ª. 2010

### Estudios y ensayos
- La mujer vestida de hombre en el teatro español del Siglo de Oro, Madrid, 1955. Reimpresa en Madrid, SGEL, 1976.
- Biografía y literatura, Barcelona, 1968.
- El alucinante mundo de E. T. A. Hoffmann, Madrid, Nostromo, 1973.
- 25 mujeres a través de sus cartas, Madrid, Almena, 1975.

### Biografías
- Vida de Bettina Brentano, premio de biografía Aedos, 1956.
- Biografía de don Juan Valera, Barcelona, 1959.
- Emilia Pardo Bazán: vida y obra, Madrid, 1962. Reimpresa en Madrid: Magisterio Español,1973.
- Una vida romántica: la Avellaneda, Barcelona, 1967.
- Galdós visto por sí mismo, Madrid, 1970.
- Galdós, Madrid: Mondadori, 1988.

### Historia de la literatura infantil
- Historia de la literatura infantil española, Madrid, 1959, 1961, 1968 y 1979.
- Antología de la literatura infantil en lengua española, 1962.
- Historia y antología de la literatura infantil iberoamericana, Madrid, 1966, dos vols.
- Antología de la literatura infantil universal, 1971.
- ¿Qué leen nuestros hijos?, 1975.
- Una, dola, tele, catola. El libro del folclore infantil, Valladolid, 1976.
- Literatura infantil universal, 1978, dos vols.
- Adivina, Adivinanza, 1978.
- Dos siglos de libro infantil, 1980.
- La hermosura del mundo y otros cuentos españoles, Barcelona, Noguer, 1980.
- China, china, capuchina, 1981.
- Colorín, colorete, 1983.
- Cuentos populares de Iberoamérica, Madrid, Ediciones Cultura Hispánica, 1984.
- Diccionario de autores de la literatura infantil mundial, 1985.
- Historia y antología de la literatura infantil iberoamericana, 1988.
- Ensayos de literatura infantil, 1989.

### Otras obras
- 42 poemas de amor: poesía figurativa, Madrid, Almarabu, 1983.
- Invención de la vida. Memorias. Madrid, San Pablo, 2022.

## Reconocimientos
En 1956, Bravo-Villasante recibió el premio Aedos de Biografía. En 1975, obtuvo el Premio Nacional de Traducción Fray Luis de León por traducir Los elixires del diablo, de E. T. A. Hoffmann. En 1980, recibió el premio Nacional de Investigación en Literatura Infantil, así como la Medalla de Bratislava en la Bienal del Arte y la del Año Internacional del Libro.
En 2020, fue incluida dentro del proyecto “Mujeres Investigadoras en los Archivos Estatales (1900-1970)” para la descripción archivística y creación de un micrositio específico en el Portal de Archivos Españoles (PARES), desarrollado entre 2020-2023. Este proyecto ha sido impulsado por la Subdirección General de Archivos Estatales, con el objetivo visibilizar la labor de investigación realizada en España por las mujeres en el intervalo 1900-1970 partiendo de los registros documentales que se conservan en los Archivos de Gestión de los AAEE del Ministerio de Cultura (el Archivo Histórico Nacional, el Archivo de la Corona de Aragón, el Archivo General de Simancas, el Archivo General de Indias, el Archivo de la Real Chancillería de Valladolid, el Archivo General de la Administración y el Centro de Información Documental de Archivos).